# Jurij Osipow
Jurij Osipowicz Osipow (ros. Юрий Осипович Осипов, gruz. იური ოსიპოვი; ur. 16 marca 1937 w Stalingradzie) – radziecki florecista, złoty medalista mistrzostw świata.
Podczas mistrzostw świata w Buenos Aires w 1962 roku reprezentacja ZSRR w składzie: Gierman Swiesznikow, Jurij Sisikin, Mark Midler, Wiktor Żdanowicz, Jurij Osipow i Jewgienij Riumin zdobyła złoty medal w zawodach drużynowych. Był to jedyny medal Osipowa wywalczony w zawodach tego cyklu.
Wystartował na igrzyskach olimpijskich w Melbourne w 1956 roku, gdzie we florecie indywidualnym dotarł do półfinałów, a drużynowo był piąty. Były to jego jedyne starty olimpijskie.
Zdobywał drużynowe mistrzostwo ZSRR we florecie w latach 1957, 1960 i 1962. W latach 1957 i 1962 zdobywał srebro w turnieju indywidualnym, a w latach 1960 i 1963 zajmował trzecie miejsce. Mieszka w Gruzji. Honorowy Prezydent Gruzińskiej Federacji Szermierczej.